# Pitbull (hond)

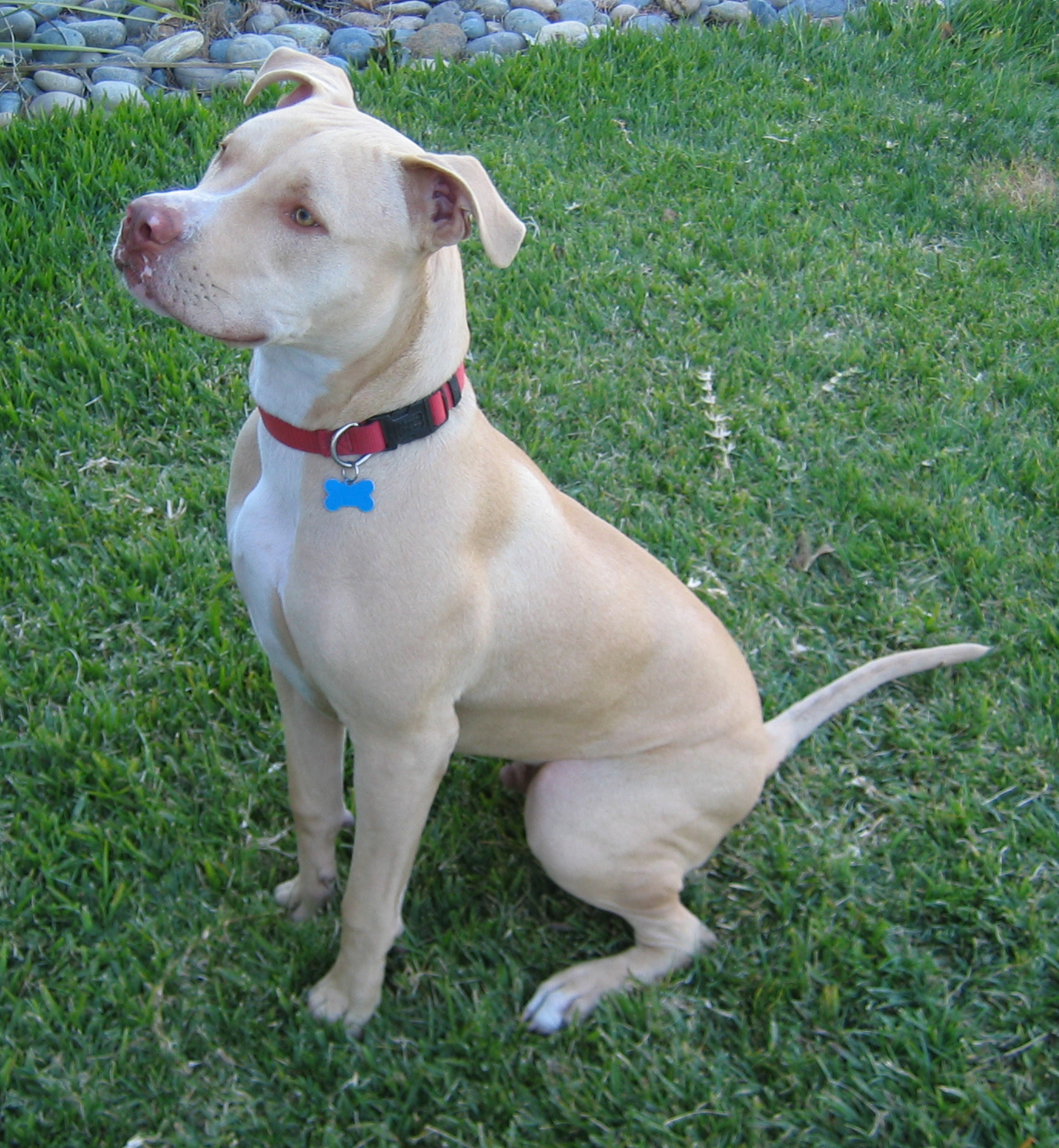
Amerikaanse pitbullterriër

Pitbull is een informele benaming van veel hondenrassen in de Verenigde Staten, maar slechts één hondenras heeft "Pitbull" als onderdeel van zijn formele naam, de Amerikaanse pitbullterriër.
De definitie van "Pitbull" als een groep van hondenrassen of slechts één hondenras maakt het moeilijk om correcte gegevens te verzamelen voor bijvoorbeeld statistieken over hondenaanvallen.

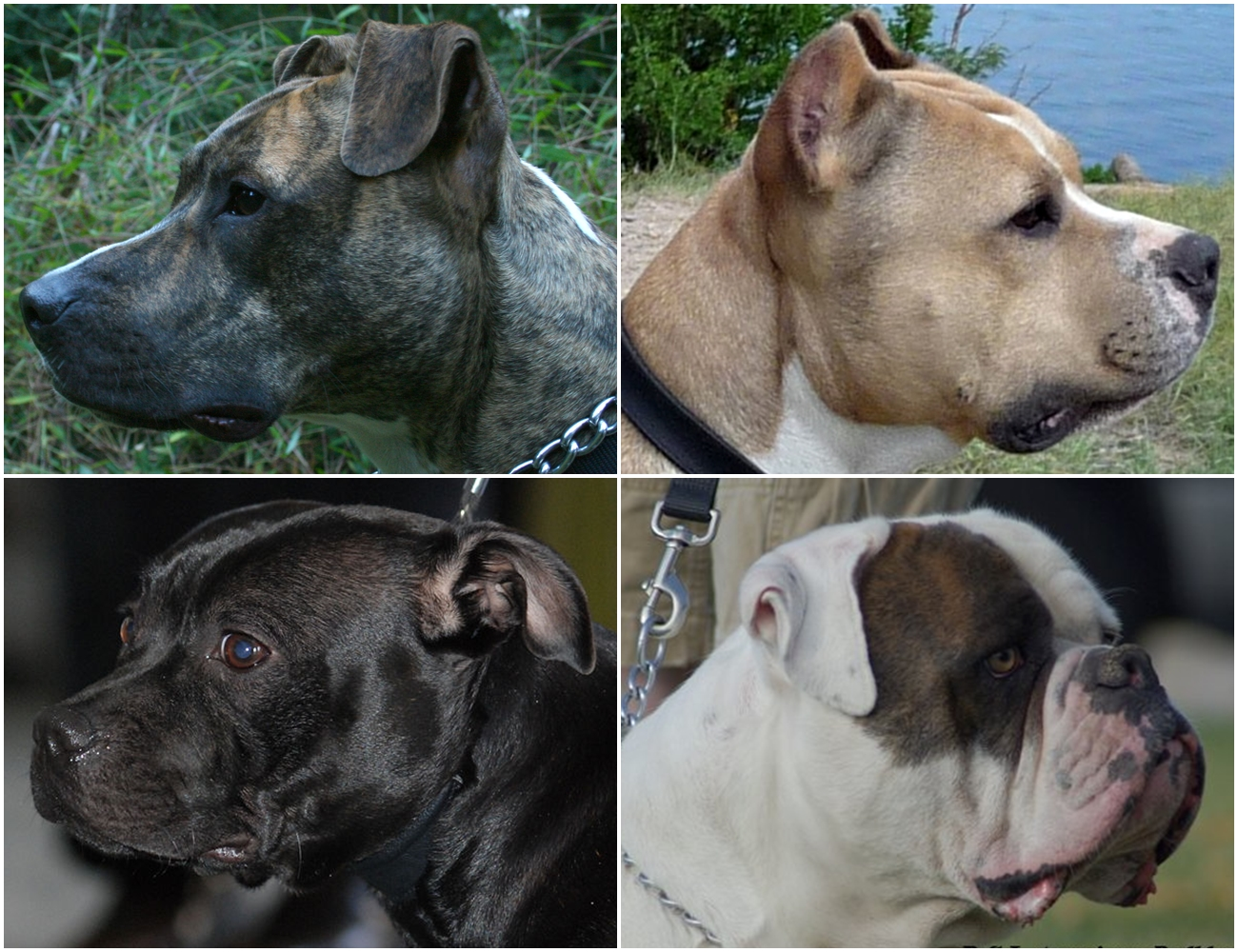
Amerikaanse pitbullterriër, Amerikaanse staffordshireterriër, staffordshire-bulterriër en Amerikaanse buldog.

Sommige dierenasiels in de Verenigde Staten ondersteunen een vage definitie dat "pitbull" is elke hond met bepaalde kenmerken zoals waaronder een brede kaak en atletische bouw, en de relatie met de bulldog. De Amerikaanse pitbullterriër, Amerikaanse staffordshireterriër, staffordshire-bulterriër en Amerikaanse buldog worden beschouwd als Pitbulls binnen deze vage definitie.
Sommige professionele hondenkwekers en experts beweren echter dat de Amerikaanse pitbullterriër het enige hondenras is dat Pitbull genoemd kan worden.

## Regeling agressieve dieren
Van 1993 tot 2008 gold in Nederland de Regeling agressieve dieren (RAD, bijgenaamd de pitbullwet). Deze regeling werd ingevoerd na een aantal incidenten waarbij kinderen waren doodgebeten door pitbulls. De RAD verbood het fokken van Amerikaanse pitbullterriërs. Het houden van een pitbullterriër geboren na 1993 was verboden. Het houden van oudere pitbullterriërs mocht slechts als ze gemuilkorfd waren, kort aangelijnd, en gecastreerd.
Op grond van uiterlijke kenmerken werd beoordeeld of een hond op een pitbull leek:
- Schofthoogte: 35-50 cm;
- Krachtig en gespierd uiterlijk;
- Vierkante kop;
- Kortharig;
- Spits toelopende staart.

Een hond met die kenmerken werd in beslag genomen, tenzij de hond een geldige FCI-stamboom had. Om een stamboom te krijgen, moeten bij de Amerikaanse staffordshireterriërs beide ouderdieren een MAG-test (Maatschappelijk Aanvaardbaar Gedrag) met positief resultaat hebben afgelegd. De staffordshire-bulterriër, de kleinere variant, kan wel gewoon een stamboom krijgen zonder verdere regelgeving.
In 2008 werd de RAD afgeschaft omdat in een evaluatie werd geconstateerd dat het aantal bijtincidenten niet was verminderd.

## Incidenten
Pitbulls blijken vaker betrokken bij incidenten dan andere hondenrassen. Volgens statistieken uit de Verenigde Staten bleken pitbulls in 2017 verantwoordelijk voor 74% van de fataal aflopende bijtincidenten, gevolgd door de Duitse herder (10%). Bovendien zijn er tussen 2005 en 2017 ten minste 284 Amerikanen overleden na een aanval van een pitbull.
De oorzaak van de agressie is vaak dat onwetende eigenaren hun hond niet (goed) opvoeden, en dat geldt niet alleen bij pitbulls. Kynoloog Cesar Millan zet zich in om de reputatie te verbeteren. Hij heeft diverse agressieve pitbulls opnieuw opgevoed, zelfs als het een vecht-hond geweest was. Van jongs af aan goed opvoeden is essentieel.